# Aleksandra Krunić

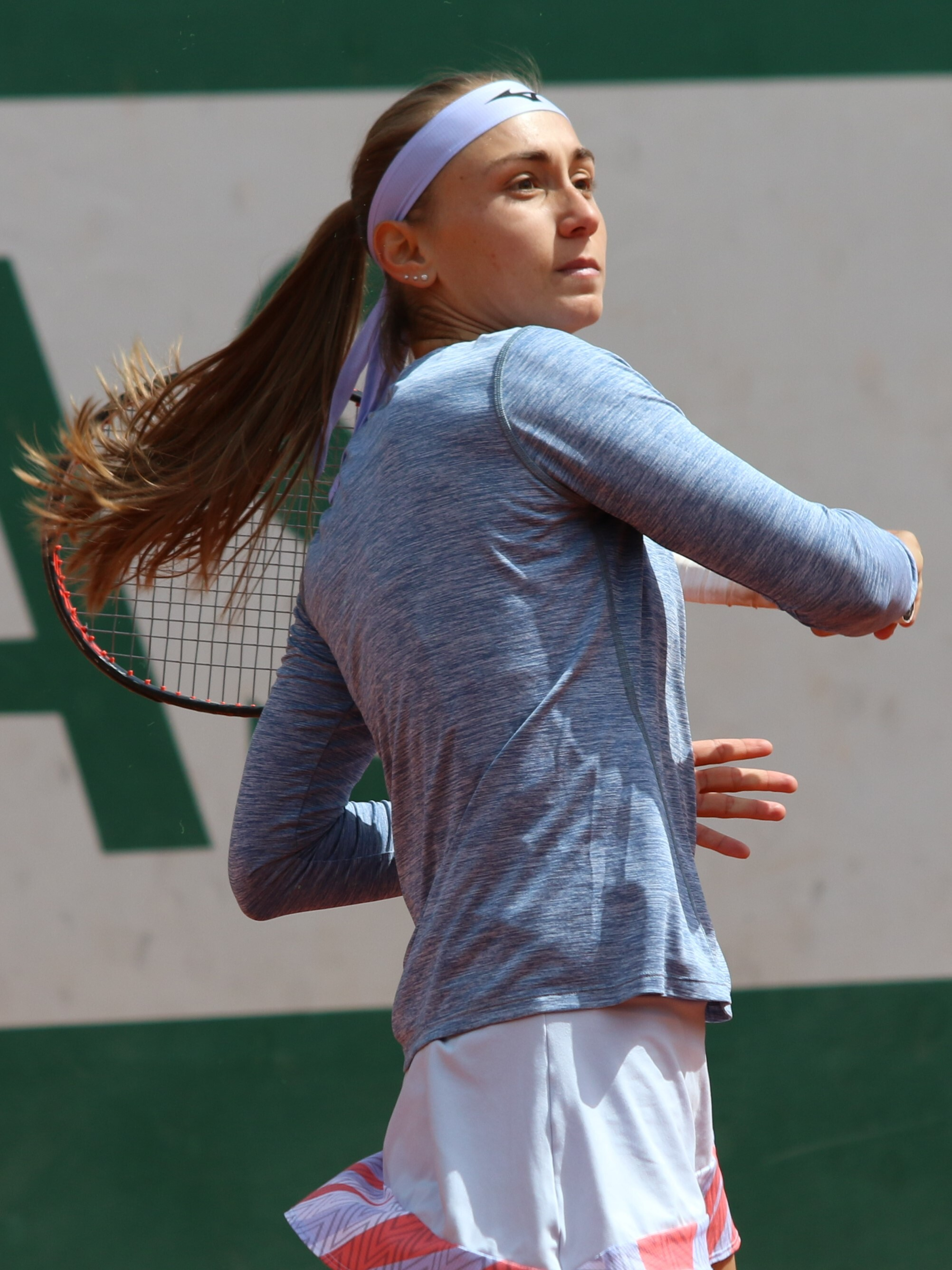
Roland Garros 2022

Aleksandra Krunić (Servisch: Александра Крунић, Russisch: Александра Братиславовна Крунич; Alexandra Bratislavovna Krunić) (Moskou, 15 maart 1993) is een professioneel tennisspeelster uitkomend voor Servië. Zij is in Rusland geboren uit Servische ouders, maar woont in Servië bij haar grootouders. Zij begon met tennis toen zij zeven jaar oud was. Haar favoriete ondergrond is gravel. Zij speelt rechtshandig en heeft een tweehandige backhand. Zij is actief in het internationale tennis sinds 2008.
Als junior stond zij, samen met de Poolse Sandra Zaniewska, in de meisjesdubbelspelfinale van het Australian Open 2009. Zij verloren van Christina McHale en Ajla Tomljanović.

## Loopbaan

### Enkelspel
Bij haar volwassenendebuut, in 2008 op het ITF-toernooi van Prokuplje (Servië), drong zij meteen door tot de finale, die zij won van de Bulgaarse Tanya Germanlieva. Tot op heden(juni 2025) won zij negen ITF-titels, de meest recente in 2014 in Ankara (Turkije).
In 2010 startte Krunić met kwalificatiepogingen op WTA-toernooien. In juli 2011 slaagde zij er voor het eerst in de hoofdtabel te bereiken, op het WTA-toernooi van Boedapest – zij bereikte er de tweede ronde. Zij stond in 2017 voor het eerst in een WTA-finale, op het toernooi van Bol – hier veroverde zij haar eerste titel, door de Roemeense Alexandra Cadanțu te verslaan. In 2018 volgde haar tweede toernooizege, in Rosmalen waar zij de titel opeiste ten koste van de Belgische Kirsten Flipkens.
Haar beste resultaat op de grandslamtoernooien is het bereiken van de vierde ronde, op het US Open in 2014.

### Dubbelspel
In het ITF-circuit won zij acht dubbelspeltitels, meest recentelijk in 2024 op het $100k-toernooi van Surbiton (VK) samen met de Amerikaanse Emina Bektas.
Op de WTA-tour bereikte zij, samen met de Griekse Eléni Daniilídou, de finale van het WTA-toernooi van Bakoe 2013. In september 2014 won Krunić haar eerste WTA-titel, samen met de Tsjechische Kateřina Siniaková op het toernooi van Tasjkent. In 2016 bereikte zij met de Zwitserse Xenia Knoll twee keer een WTA-finale: in april in Rabat (waar zij wonnen) en in juni in Rosmalen (verloren). Drie jaar later wist zij het toernooi van Rosmalen wèl te winnen, met de Japanse Shuko Aoyama aan haar zijde. In 2021 won zij haar vijfde titel, op het WTA-toernooi van Belgrado, samen met landgenote Nina Stojanović – in de finale versloegen zij het Belgisch koppeltje Greet Minnen en Alison Van Uytvanck.
Tot op heden(juni 2025) won zij zeven WTA-titels, de meest recente in 2025 op het WTA 250-toernooi van Rouen.
Haar beste resultaat op de grandslamtoernooien is het bereiken van de finale, op Roland Garros 2025, samen met de Kazachse Anna Danilina.

### Tennis in teamverband
In de periode 2009–2024 maakte Krunić deel uit van het Servische Fed Cup-team – zij speelde met dit team in 2012 in de halve finale van Wereldgroep I; in de finale tegen Tsjechië was zij wel opgesteld (voor het dubbelspel), maar hoefde zij niet in actie te komen. In totaal behaalde zij voor de Fed Cup een winst/verlies-balans van 28–14.

## Posities op deWTA-ranglijst
Positie per einde seizoen:
| jaar | rang enkelspel | rang dubbelspel |
| ---- | -------------- | --------------- |
| 2009 | 632            | 752             |
| 2010 | 224            | 363             |
| 2011 | 226            | 613             |
| 2012 | 168            | 345             |
| 2013 | 145            | 97              |
| 2014 | 101            | 91              |
| 2015 | 96             | 94              |
| 2016 | 147            | 47              |
| 2017 | 55             | 76              |
| 2018 | 57             | 66              |
| 2019 | 165            | 38              |
| 2020 | 236            | 64              |
| 2021 | 137            | 46              |
| 2022 | 101            | 54              |
| 2023 | 689            | 873             |
| 2024 | 287            | 67              |

## Palmares
| Legenda                 |
| ----------------------- |
| Grandslamtoernooi       |
| Olympische Spelen       |
| Year-End Championships  |
| Premier Mandatory       |
| Premier Five / WTA 1000 |
| Premier / WTA 500       |
| International / WTA 250 |
| Challenger / WTA 125    |

### WTA-finaleplaatsen enkelspel
| nr.              | finale     | toernooi      | ondergrond | tegenstandster    | score          |         |
| ---------------- | ---------- | ------------- | ---------- | ----------------- | -------------- | ------- |
| gewonnen finales |            |               |            |                   |                |         |
| 1.               | 2017-06-11 | WTA Bol       | gravel     | Alexandra Cadanțu | 6-3, 3-0, opg. | details |
| 2.               | 2018-06-17 | WTA Rosmalen  | gras       | Kirsten Flipkens  | 6-7, 7-5, 6-1  | details |
| verloren finales |            |               |            |                   |                |         |
| 1.               | 2017-09-23 | WTA Guangzhou | hardcourt  | Zhang Shuai       | 2-6, 6-3, 2-6  | details |
| 2.               | 2022-07-17 | WTA Boedapest | gravel     | Bernarda Pera     | 3-6, 3-6       | details |

### WTA-finaleplaatsen vrouwendubbelspel
| nr.              | finale     | toernooi        | ondergrond    | partner                   | tegenstandsters                        | score             |         |
| ---------------- | ---------- | --------------- | ------------- | ------------------------- | -------------------------------------- | ----------------- | ------- |
| gewonnen finales |            |                 |               |                           |                                        |                   |         |
| 1.               | 2014-09-13 | WTA Tasjkent    | hardcourt     | Kateřina Siniaková        | Margarita Gasparjan Aleksandra Panova  | 6-2, 6-1          | details |
| 2.               | 2016-04-30 | WTA Rabat       | gravel        | Xenia Knoll               | Tatjana Maria Raluca Olaru             | 6-3, 6-0          | details |
| 3.               | 2019-01-12 | WTA Sydney      | hardcourt     | Kateřina Siniaková        | Eri Hozumi Alicja Rosolska             | 6-1, 7-6          | details |
| 4.               | 2019-06-16 | WTA Rosmalen    | gras          | Shuko Aoyama              | Lesley Kerkhove Bibiane Schoofs        | 7-5, 6-3          | details |
| 5.               | 2021-05-21 | WTA Belgrado    | gravel        | Nina Stojanović           | Greet Minnen Alison Van Uytvanck       | 6-0, 6-2          | details |
| 6.               | 2022-06-25 | WTA Eastbourne  | gras          | Magda Linette             | Ljoedmyla Kitsjenok Jeļena Ostapenko   | walk-over         | details |
| 7.               | 2025-04-20 | WTA Rouen       | gravel (i)    | Sabrina Santamaria        | Irina Chromatsjova Linda Nosková       | 6-0, 6-4          | details |
| verloren finales |            |                 |               |                           |                                        |                   |         |
| 1.               | 2013-07-28 | WTA Bakoe       | hardcourt     | Eléni Daniilídou          | Iryna Boerjatsjok Oksana Kalasjnikova  | 6-4, 6-7, [4-10]  | details |
| 2.               | 2016-06-11 | WTA Rosmalen    | gras          | Xenia Knoll               | Oksana Kalasjnikova Jaroslava Sjvedova | 1-6, 1-6          | details |
| 3.               | 2021-09-19 | WTA Portorož    | hardcourt     | Lesley Pattinama-Kerkhove | Anna Kalinskaja Tereza Mihalíková      | 6-4, 2-6, [10-12] | details |
| 4.               | 2021-10-31 | WTA Cluj-Napoca | hardcourt (i) | Lesley Pattinama-Kerkhove | Irina Maria Bara Ekaterine Gorgodze    | 6-4, 1-6, [9-11]  | details |
| 5.               | 2022-06-05 | WTA Makarska    | gravel        | Olga Danilović            | Dalila Jakupović Tena Lukas            | 7-5, 2-6, [5-10]  | details |
| 6.               | 2022-08-27 | WTA Cleveland   | hardcourt     | Anna Danilina             | Nicole Melichar-Martinez Ellen Perez   | 5-7, 3-6          | details |
| 7.               | 2025-01-05 | WTA Auckland    | hardcourt     | Sabrina Santamaria        | Jiang Xinyu Wu Fang-hsien              | 3-6, 4-6          | details |
| 8.               | 2025-06-08 | Roland Garros   | gravel        | Anna Danilina             | Sara Errani Jasmine Paolini            | 4-6, 6-2, 1-6     | details |

## Resultaten grandslamtoernooien
| Legenda | Legenda                          |
| ------- | -------------------------------- |
| g.t.    | geen toernooi gehouden           |
| l.c.    | lagere categorie                 |
| –       | niet deelgenomen                 |
| G       | uitgeschakeld in de groepsfase   |
| 1R      | uitgeschakeld in de eerste ronde |
| 2R      | uitgeschakeld in de tweede ronde |
| 3R      | uitgeschakeld in de derde ronde  |
| 4R      | uitgeschakeld in de vierde ronde |
| KF      | uitgeschakeld in de kwartfinale  |
| HF      | uitgeschakeld in de halve finale |
| F       | de finale verloren               |
| W       | het toernooi gewonnen            |
| w-v     | winst/verlies-balans             |

### Enkelspel
| Australian Open | –  | –  | 1R | 1R | –  | 1R | 2R | –  | –  | 1R |
| Roland Garros   | –  | –  | 1R | –  | –  | 1R | 2R | 1R | 2R | 1R |
| Wimbledon       | –  | –  | 3R | 1R | –  | 1R | 1R | –  | 1R | –  |
| US Open         | 1R | 4R | 1R | 1R | 3R | 3R | 1R | –  | 3R | –  |

### Vrouwendubbelspel
| toernooi        | 2015 | 2016 | 2017 | 2018 | 2019 | 2020 | 2021 | 2022 | 2023 | 2024 | 2025 |
| --------------- | ---- | ---- | ---- | ---- | ---- | ---- | ---- | ---- | ---- | ---- | ---- |
| Australian Open | –    | –    | 1R   | 2R   | 1R   | 1R   | KF   | 1R   | –    | 2R   | 1R   |
| Roland Garros   | 1R   | 3R   | 2R   | 2R   | 1R   | –    | 1R   | 1R   | –    | 1R   | F    |
| Wimbledon       | 1R   | 3R   | 2R   | 1R   | 2R   | g.t. | KF   | 2R   | 1R   | 1R   |      |
| US Open         | 3R   | 1R   | 1R   | 1R   | 2R   | –    | 2R   | 1R   | –    | –    |      |

### Gemengd dubbelspel
| toernooi        | 2022 |
| --------------- | ---- |
| Australian Open | 1R   |
| Roland Garros   | –    |
| Wimbledon       | 2R   |
| US Open         | –    |